# Zur hl. Agatha (Voosen)

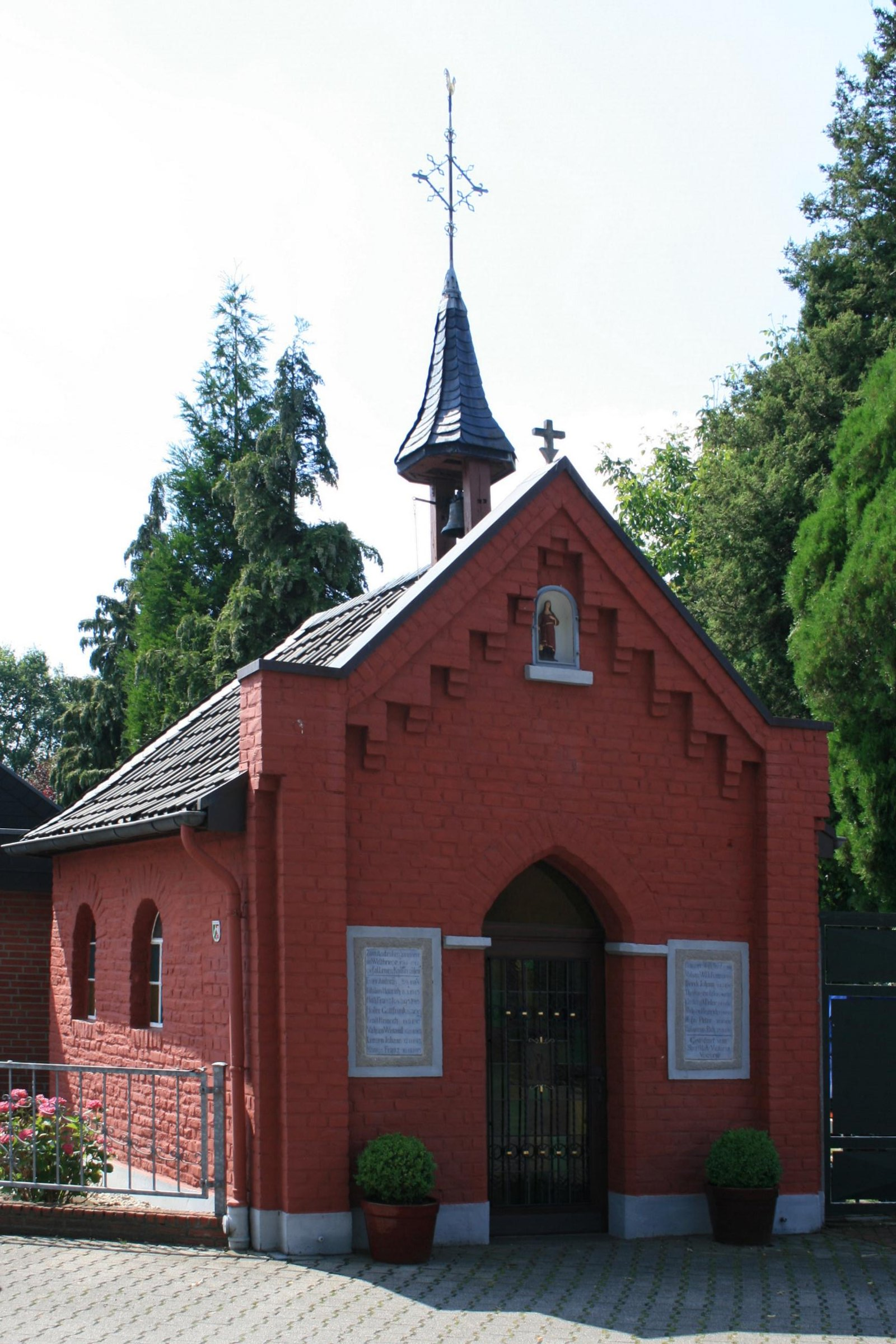
Kapelle (2010)

Die Kapelle Zur hl. Agatha steht im Stadtteil Voosen in Mönchengladbach (Nordrhein-Westfalen), Voosen 61.
Das Gebäude wurde in der zweiten Hälfte des 19. Jahrhunderts erbaut. Es wurde unter Nr. V 009 am 2. Juni 1987 in die Denkmalliste der Stadt Mönchengladbach eingetragen.

## Lage
Die Kapelle „Zur hl. Agatha“ liegt im Vikarienbezirk St. Matthias in Voosen.

## Architektur
Ihre Vorderseite steht frei zur Straße. Sie ist ein kleiner rotgeschlämmter Backsteinbau aus der zweiten Hälfte des 19. Jahrhunderts. Der Eingang zur Kapelle ist spitzbogig. Das Dach ist mit Hohlziegeln an den Graten mit Schiefer gedeckt. Es trägt einen schiefergedeckten Dachreiter mit Glöckchen, der mit einem Kreuz in Form eines auf der Ecke stehenden Quadrates abschließt. Die neugotische Kapelle ist aus Gründen der Volksfrömmigkeit uns als ausgewogenes Beispiel einer Honnschaftskapelle schützenswert.